# Вилко Червенков
Вилко Вельов Черве́нков (болг. Вълко Вельов Червенков; 6 вересня 1900, Златиця, Болгарське князівство — 21 жовтня 1980, Софія, Народна Республіка Болгарія) — болгарський революціонер, державний, політичний та партійний діяч, лідер Болгарської комуністичної партії у 1949—1954 роках, голова Ради міністрів Болгарії у 1950—1956 роках та віце-прем'єр у 1956—1961 роках, генерал армії.

## Життєпис
У 1920-х керував терористичною групою БКП, був заочно засуджений до страти, втік до СРСР, входив до складу керівництва Комінтерну.
У 1944 повернувся до Болгарії, увійшов до керівного складу БКП. Найближчий друг Георгія Димитрова та Йосипа Сталіна. З 1950, після смерті Васила Коларова — лідер БКП.
Формальної посади керівника партії до 1954 не існувало, однак про вплив Червенкова свідчив створений ним культ особи, на кшталт культу Сталіна. Займав також посаду голови Ради міністрів НРБ (1950-1956). Був послідовним сталіністом, здійснював репресії відносно до своїх супротивників. По смерті Сталіна поступово потрапив під вплив Тодора Живкова, який очолив болгарську компартію в 1954. Після звільнення з посади голови уряду (його наступником став Антон Югов) займав посади заступника голови Ради міністрів (1956–1961), міністра народної освіти й культури (1957–1958).
У 1962 виключений з лав БКП, у 1969 його членство було відновлено.
Був депутатом XVI Звичайних Народних зборів (1945–1946), VI Великих Народних зборів (1946–1949), I (1950–1953), II (1954–1957) і III (1958–1961) Народних зборів.

## Родина
З 1926 перебував у цивільному шлюбі з молодшою сестрою Георгія Димитрова Єленою Димитровою. У них народилося двоє дітей — син Владимир (1935–1965) і дочка Ірина (нар. 1939).
Ірина — філолог-русист, професор факультету славістики в Софійському університеті Св. Климента Охридського. Має двох синів — Павла й Александра.